# Firestarter
«Firestarter» (з англ. «Палій») — перший сингл британської електронного гурту The Prodigy з її третього студійного альбому The Fat of the Land; десятий сингл в дискографії гурту; вийшов 19 березня 1996 року. «Firestarter» став першим синглом гурту, що піднявся на першу позицію в чарті UK Singles Chart, залишаючись на ній протягом трьох тижнів; також він зайняв перші позиції у фінських і норвезьких чартах. При виході синглу, пісня стала об'єктом суперечок в Британії внаслідок характеру тексту й відеокліпу.
До складу авторів пісні, поряд з Ліамом Гаулеттом і Кітом Флінтом, включили також Кім Діл з альт-рок-гурту The Breeders і учасників гурту Art of Noise, що пов'язано з використанням семплів з композицій відповідних гуртів.
Після виходу сингл був сертифікований BPI і RIAA як золотий. 2011 року журнал NME заніс пісню до топ-листа «150 найкращих пісень останніх 15 років».
Інструментальна версія пісні ввійшла до саундтреку версії гри Wipeout 2097 для PlayStation. Пісню можна було почути на церемонії відкриття Олімпійських ігор в Лондоні в 2012 році. Також пісня ввійшла до саундтреку гри Need for Speed: Most Wanted 2012. 2015 року пісня також ввійшла до саундтреку гри Just Cause 3.

## Опис синглу
Крім заголовної пісні, сингл містить інструментальну версію пісні, бі-сайд «Molotov Bitch», записаний Хоулеттом в 1995 році і яка вперше прозвучала на відеоальбомі Electronic Punks, а також танцювальний мікс за авторством техно-тріо Empirion.

### Використані семпли
- Закільцьований гітарний вау-вау-риф був семпльований з треку «S. O. S.» групи The Breeders з альбому Last Splash[en].
- В пісні були використані вокальні семпли з композиції «Close (to the Edit)[en]» групи Art of Noise з альбому who's Afraid of the Art of Noise?[en], внаслідок чого до складу авторів пісні включили тодішніх членів групи: Енн Дадлі, Тревор Хорн, Джей Джей Джезалік[en], Гері Ленган[en] і Пол Морлі[en].

## Відеокліп
Відеокліп на пісню був поставлений режисером Волтером Штерном і знятий в покинутому тунелі лондонського метро біля станції Олдвіч. Манера виступу Кейта Флінта, посилена зйомкою на чорно-білу плівку, викликала суперечки про небезпеку показу відео дітям. Деякі телеканали навіть відмовилися показувати кліп в денний «дитячий» час.

## Список композицій
| 12" XL Recordings/XLT 70 | 12" XL Recordings/XLT 70     | 12" XL Recordings/XLT 70 |
| #                        | Назва                        | Тривалість               |
| ------------------------ | ---------------------------- | ------------------------ |
| 1.                       | «Firestarter»                | 4:40                     |
| 2.                       | «Firestarter» (instrumental) | 4:39                     |
| 3.                       | «Firestarter» (Empirion mix) | 7:49                     |
| 4.                       | «Molotov Bitch»              | 4:51                     |

| CD XL Recordings/XLS 70 CD | CD XL Recordings/XLS 70 CD   | CD XL Recordings/XLS 70 CD |
| #                          | Назва                        | Тривалість                 |
| -------------------------- | ---------------------------- | -------------------------- |
| 1.                         | «Firestarter» (edit)         | 3:45                       |
| 2.                         | «Firestarter» (Empirion mix) | 7:49                       |
| 3.                         | «Firestarter» (instrumental) | 4:39                       |
| 4.                         | «Molotov Bitch»              | 4:51                       |

| 12" Maverick/0-43843 | 12" Maverick/0-43843         | 12" Maverick/0-43843 |
| #                    | Назва                        | Тривалість           |
| -------------------- | ---------------------------- | -------------------- |
| 1.                   | «Firestarter»                | 4:40                 |
| 2.                   | «Firestarter» (instrumental) | 4:39                 |
| 3.                   | «Firestarter» (Empirion mix) | 7:49                 |
| 4.                   | «Molotov Bitch»              | 4:51                 |

| CD Mute/8001-2 | CD Mute/8001-2               | CD Mute/8001-2 |
| #              | Назва                        | Тривалість     |
| -------------- | ---------------------------- | -------------- |
| 1.             | «Firestarter» (edit)         | 3:45           |
| 2.             | «Firestarter» (Empirion mix) | 7:49           |
| 3.             | «Firestarter» (instrumental) | 4:39           |
| 4.             | «Molotov Bitch»              | 4:51           |

## Виконання
Пісню Firestarter неодноразово на своїх концертах виконувала група «Bloodhound Gang».

## Сертифікації
| Регіон                                                                                          | Сертифікація | Продажі  |
| ----------------------------------------------------------------------------------------------- | ------------ | -------- |
| Фінляндія (IFPI Finland)                                                                        | Золотий      | 6,452    |
| Нова Зеландія (RIANZ)                                                                           | Платиновий   | 10 000*  |
| Швеція (IFPI Sweden)                                                                            | Золотий      | 15 000^  |
| Велика Британія (BPI)                                                                           | Платиновий   | 851,000  |
| США (RIAA)                                                                                      | Золотий      | 500 000^ |
| *продажі, що базуються лише на сертифікаціях ^відвантаження, що базуються лише на сертифікаціях |              |          |